# 速見佑斗
速見 佑斗（はやみ ゆうと、1983年9月27日 - ）は、日本の元体操選手。長崎県出身。関西高等学校、日本体育大学、徳洲会体操クラブ、日本オリンピック委員会。
2006年から神奈川県の徳洲会体操クラブに在籍、米田功・水鳥寿思などトップ選手が活躍する中、自身もオリンピックを目指した。2008年北京オリンピック代表選考後に選手を引退し、同クラブを退職する。日本代表のコーチを務めるが、宮川紗江選手への度重なる暴力により日本体操協会倫理規定違反による無期限の登録抹消・味の素ナショナルトレーニングセンター(NTC)への出入禁止処分を受けた。
2022年3月4日に日本体育協会へ再登録。

## 日本体操協会からのパワハラ事件
2018年8月15日、所属選手の宮川紗江に暴力（体罰）を振るったとして無期限登録抹消処分とされた。8月20日、日本体操協会の処分を不服として東京地裁に仮処分の申立を行った。これに対して宮川は速見コーチからのパワハラはなかったと反論し、逆に体操協会と役員の塚原光男・千恵子夫妻からパワハラを受けていると会見した。8月30日に第三者委員会が設置された。
8月31日に速見は、東京地裁に行っていたコーチの地位保全の仮処分申し立て手続きを取り下げ、また一連の騒動についての謝罪文も公表した。
9月6日にFNNニュースでは独自に入手した速見コーチが宮川選手を殴打している動画（2015年当時）を公開した。
9月7日、この件で協会は第三者委員会を設置、10日には塚原夫妻の職務一時停止を決定した。そして12月10日、第三者委員会は夫妻による宮川へのパワハラを認定しないとして、同時に協会は夫妻の職務停止処分解除を決定した。

## 事件後
2022年3月4日、日本体育協会のオンライン理事会で2018年8月に科した『無期限登録抹消処分』の解除を承認した。同年4月からは埼玉県協会に再登録され21日には正式に競技会の指導に復帰した。ただ、日本体育協会は再発防止策として3年間（2025年まで）、毎月の報告を求め、定期的な面談を実施するとしている。
2023年4月、『FUTURE STARS』という名の女子大会を新設した。アンバサダーには村上茉愛、寺本明日香、杉原愛子、内山由綺、宮川紗江が就いている。